# Фелітто
Фелітто (італ. Felitto) — муніципалітет в Італії, у регіоні Кампанія,  провінція Салерно.
Фелітто розташоване на відстані близько 290 км на південний схід від Рима, 100 км на південний схід від Неаполя, 55 км на південний схід від Салерно.
Населення — 1309 осіб (2014).
Щорічний фестиваль відбувається 15 червня. Покровитель — святий Віт.

## Демографія
Населення за роками:

Станом на 1 січня 2023 року в муніципалітеті офіційно проживало 47 іноземців з 9 країн, серед них 38 громадян країн Євросоюзу та 2 громадяни України.

## Сусідні муніципалітети
- Акуара
- Беллозгуардо
- Кастель-Сан-Лоренцо
- Лаурино
- Мальяно-Ветере
- Монтефорте-Чиленто
- Роккадаспіде